# Травневий проспект
Травневий проспект (ісп. Avenida de Mayo) — вулиця у Буенос-Айресі, столиці Аргентини. Він пов'язує Травневу площу з площею Конгресу. Має довжину 1,5 км із заходу на схід, переходить у проспект Рівадавії.

## Історія
Проспект було побудовано за ініціативою мера міста Торкуато де Альвеара. роботи почались у 1885 й завершені у 1894 році. Травневий проспект отримав свою назву на честь Травневої революції 1810 року (події якої призвели до незалежності Аргентини). Через прокладання нової вулиці 1888 року було частково демонтовано будівлю Ратуші.
Автором проєкту був директор департаменту міського будівництва та архітектури Хуан Антоніо Буск'яццо. Йому ж було доручено розробити проєкти деяких будівель, зведених уздовж Травневого проспекту. Деякі труднощі й затримки у будівництві були спричинені кризою 1890 року. В результаті відкриття проспекту відбулось 9 липня 1894 року (у день 78-ї річниці незалежності Аргентини).
Травневий проспект став першим в Буенос-Айресі місцем прокладання лінії метро. Першу станцію тут було відкрито 1913 року, це була перша станція метро, відкрита за межами США та європейських країн. Єдина зміна проспекту відбулась 1937 року, що було пов'язано із будівництвом перпендикулярної до нього вулиці 9 Липня (найширшої у світі). 1997 року забудову Травневого проспекту було проголошено національною пам'яткою, в результаті чого було заборонено вносити будь-які зміни в його архітектуру без спеціального рішення відповідної державної комісії

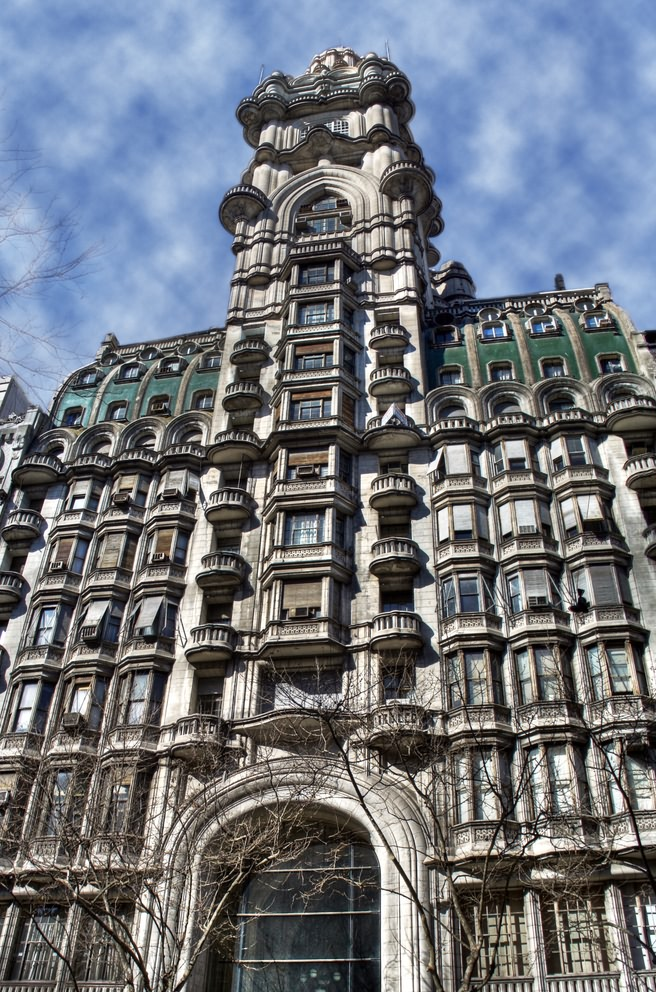
Палац Бароло
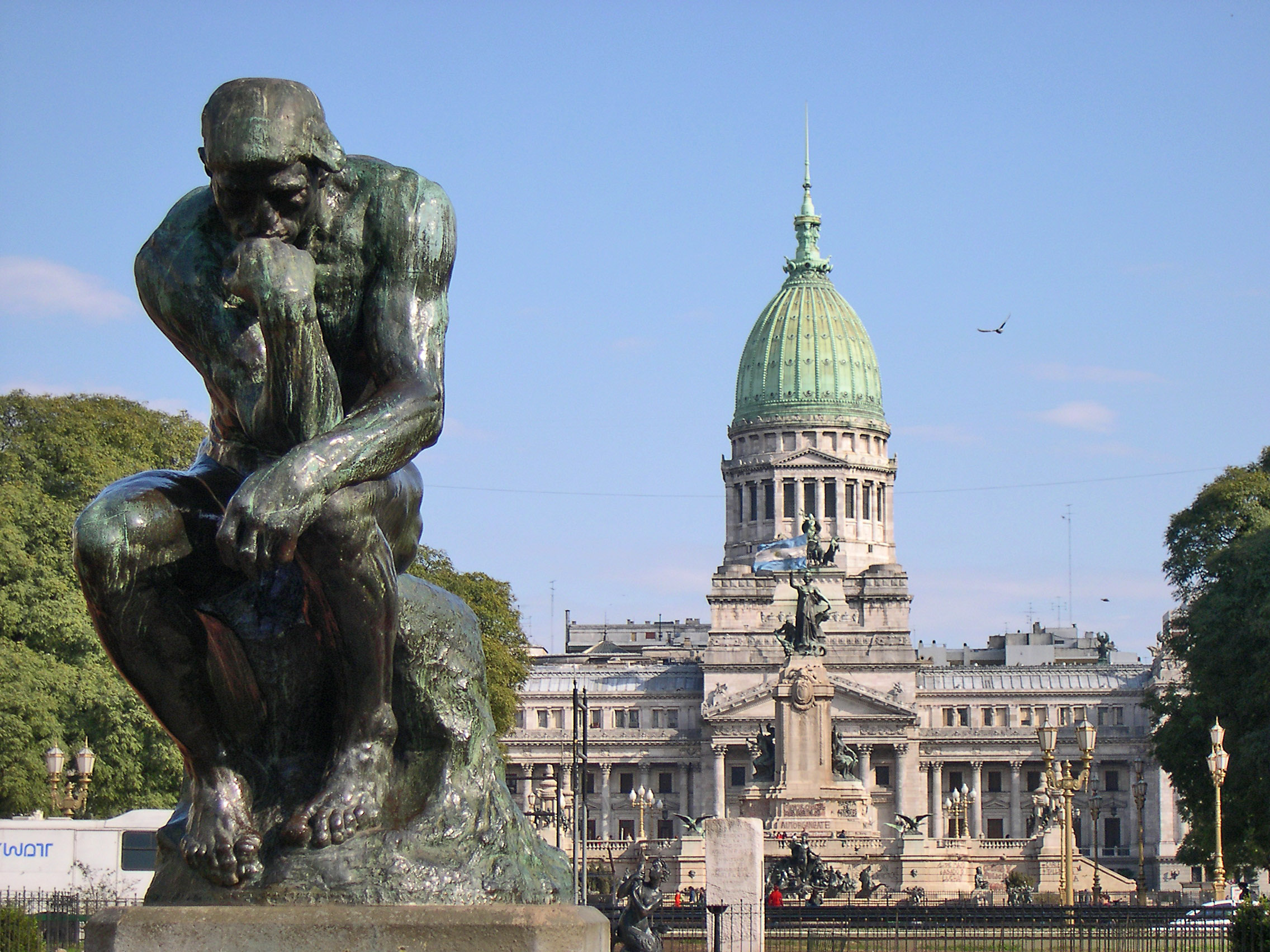
Площа Конгресу
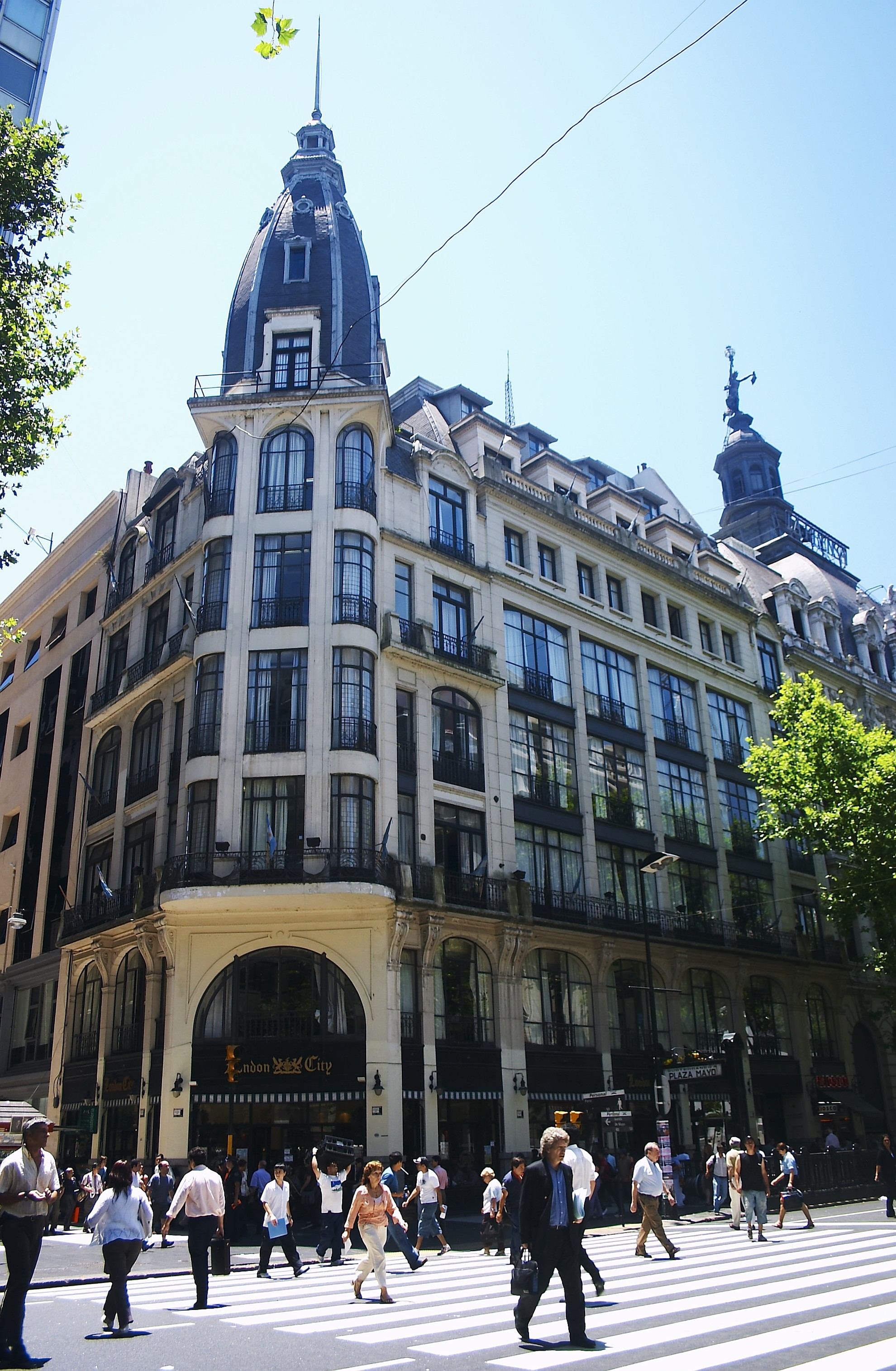
Кав'ярня Лондон-сіті
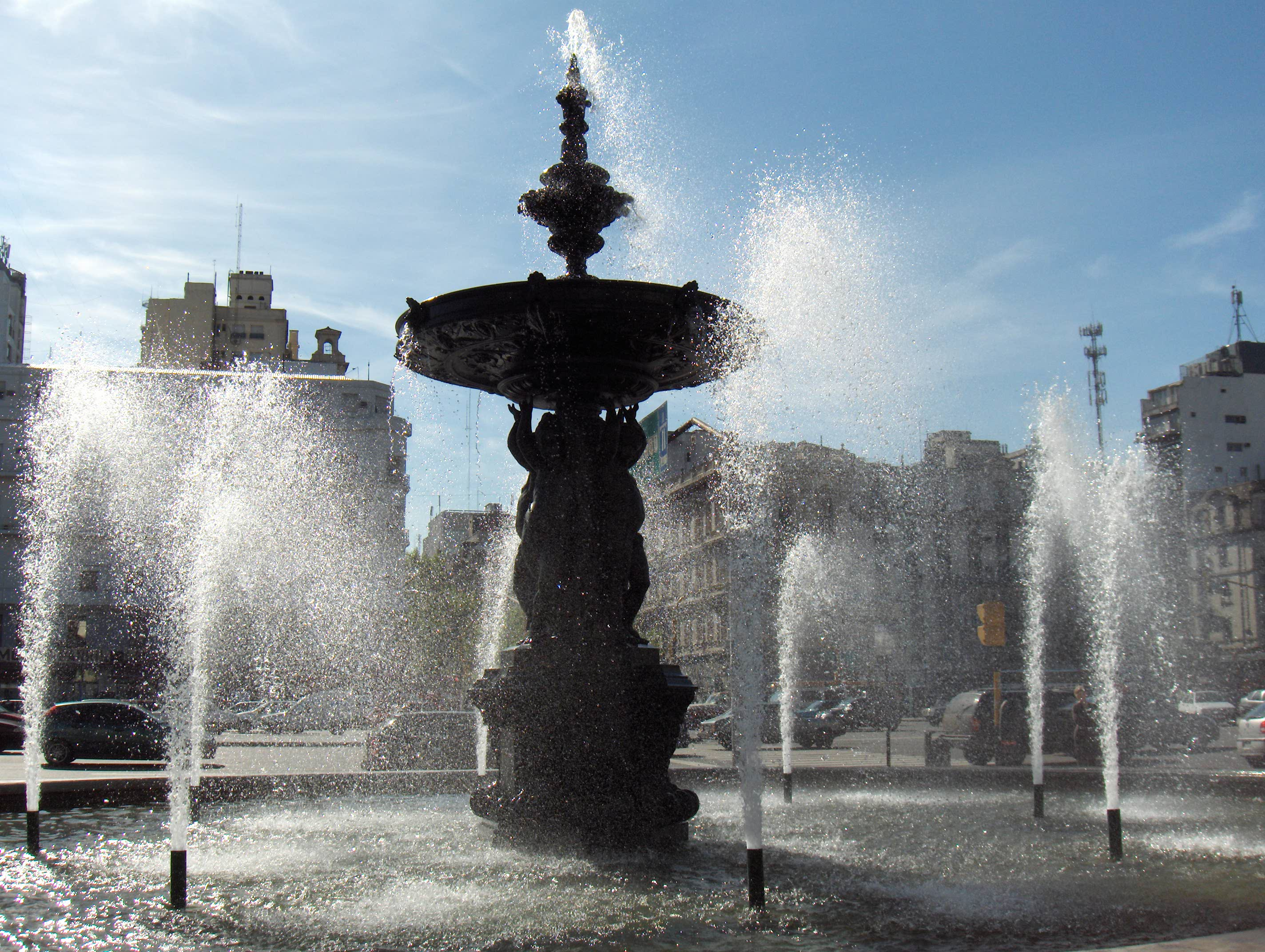
Фонтан, розташований на перехресті Травневого проспекту і вулиці 9 Липня
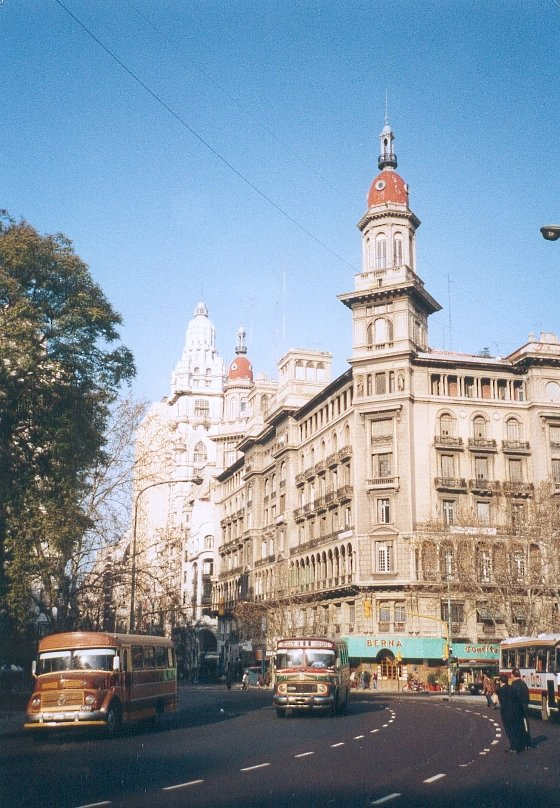
Інмобіліарія